# Свинуха (приток Чагры)
Свинуха — река в России, протекает по Хворостянскому району Самарской области. Устье реки находится в 96 км от устья Чагры по правому берегу. Длина реки составляет 19 км. Площадь водосборного бассейна — 192 км².

## Этимология
По одной из версий, название метафорически указывает на мелководность и загрязнённость реки.

## Данные водного реестра
По данным государственного водного реестра России относится к Нижневолжскому бассейновому округу, водохозяйственный участок реки — Волга от Куйбышевского гидроузла до Саратовского гидроузла, без рек Сок, Чапаевка, Малый Иргиз, Самара и Сызранка. Речной бассейн реки — Волга от верхнего Куйбышевского водохранилища до впадения в Каспий.
Код объекта в государственном водном реестре — 11010001512112100009323.